# Stedding
De stedding is de plek waar de Ogier uit de boekencyclus Het Rad des Tijds van de schrijver Robert Jordan wonen. 
De stedding waar de ogier wonen zijn op een of andere manier beschermd tegen het gebruik van Ene Kracht en het voelen ervan. Tevens is het schaduwgebroed vaak bang om er naar binnen te gaan en zullen ze dit alleen onder de grootste dwang doen. Er zijn ongeveer 40 stedding over de gehele wereld maar ze zijn niet allemaal bewoond omdat sommige te dicht bij de mensensteden liggen. Met ongeveer 6000 bewoners per stedding geeft dit een totaal van ongeveer 250 000 Ogier over de gehele wereld. 
Steddings liggen allemaal ver weg van mensensteden. De grootste hoeveelheid stedding ligt dan ook op de Rug van de Wereld met onder andere stedding Shangtai waarin Loial is geboren. In deze gure bergketens is geen mens te bekennen. Elke stedding (ook degene die verlaten zijn) bevat een toegang naar de Saidinwegen.
Ogier kunnen niet lang buiten hun stedding blijven. De meningen over hoelang ze precies buiten kunnen blijven lopen uiteen maar na meer dan 10 jaar "buiten" sterven ze. Er zijn gevallen bekend die het 5 jaar of langer hebben uitgehouden maar deze Ogier zijn kort na hun terugkeer toch nog gestorven. Wanneer Ogier te lang buiten blijven, vallen ze ten prooi aan het Smachten. Ze kunnen dit smachten negeren (met de onvermijdelijke dood tot gevolg) of ze geven eraan toe en keren terug naar hun stedding.